# Pleumeleuc
Pleumeleuc (bret. Pleveleg) – miejscowość i gmina we Francji, w regionie Bretania, w departamencie Ille-et-Vilaine.
Według danych na rok 1990 gminę zamieszkiwało 1929 osób, a gęstość zaludnienia wynosiła 99 osób/km² (wśród 1269 gmin Bretanii Pleumeleuc plasuje się na 327. miejscu pod względem liczby ludności, natomiast pod względem powierzchni na miejscu 513.).